# Coelopencyrtus pallidiceps
Coelopencyrtus pallidiceps är en stekelart som först beskrevs av Girault 1919.  Coelopencyrtus pallidiceps ingår i släktet Coelopencyrtus och familjen sköldlussteklar. Inga underarter finns listade i Catalogue of Life.